# メガフロート
メガフロート（Mega-Float）とは、海上に設置される超大型浮体（超大型人工浮基盤）。巨大人工浮島とも呼ばれる。メガ＝巨大、フロート＝浮体を組み合わせた造語。1995年に設立されたメガフロート技術研究組合で研究開発が進められた日本発の技術である。
英語では「Very large floating structures」（VLFSs）や「Very large floating platforms」（VLFPs）などとして紹介される。

## 構造
浮力を発生させる材料と構造について、メガフロートでは十分な浮力、強さ、造り易さ、耐久性などの観点から、大型タンカーの船体などで採用されているものとほぼ同じ構造の溶接工法による鋼殻構造が採用されている。メガフロートは隔壁で縦横に仕切られた構造になっており、底板の一部から浸水しても大規模な浮力損失が発生しないよう設計されている。
メガフロートは海上に設置されるため、波の影響を受けるが、船舶のような揺れではなく、メガフロートの周辺部の上下動が構造体の振動（極めて緩やかな上下たわみと鉛直運動）として伝播する。
水深20m以上の大水深海域や海底が軟弱地盤の海域にも対応できる人工基盤造成工法とされている。

## 歴史
メガフロートの工法・技術開発を目的にメガフロート技術研究組合が設立され、1995年から3年間は基本技術開発を、1998年から3年間で実用レベルの技術開発（洋上滑走路を想定）が行われた。その後、この成果は財団法人日本造船技術センターに移管されている。実用実験時に作られたメガフロートは浮体の一部を切り出し、三重県南勢町、兵庫県南淡町(現：南あわじ市)、島根県西郷港、静岡県静岡市へ売却され、清水港の海釣り公園やフェリー桟橋に転用された。建造したのは三菱重工業で、全長1キロメートルの実験場の一部となり、神奈川県横須賀市沖の東京湾で実際に航空機が発着した。
2011年には福島第一原子力発電所事故を受けて静岡市所有の浮体が東京電力に有償譲渡され、改修されたうえで福島第一原発まで曳航され、洋上の汚水貯蔵タンクとして設置された。水1万トンを貯蔵できるとされ、低濃度汚染水の貯蔵に用いられた。実際に貯水した量は最大時で約8000トンであった。2012年に汚染水は陸上のタンクへ移され、内部を除染した後で福島第一原発に隣接する港の荷揚げ場に転用されることになり、2020年3月に最後の海上移動を終えて着底させられた。福島第一原発で転用された時点のメガフロートは建造時の一部で、全長136メートル、幅46メートルである。

## 利点
以下の利点がある。
- 用地が不要
- 水深や地盤に関係なく海域を利用可能
- 耐震性に優れている
- 工期が短い
- 移設が可能（将来、必要に応じて固定をはずし曳航移動させることはできる）
- 環境への影響が少ない（海流、水質汚染、設置工事に伴う環境への負荷等）
- 拡張が容易
- 形状変更が容易
- 内部空間が利用可能（例えば、駐車場、災害時用備蓄スペース等として）
- 重量物設置が可能（追加補強工事が不要）

## 空港建設への利用
浮体式空港の構想は1920年代には存在していた。こうした着想は古くからあり、たとえば『少年倶楽部』に1938年1月から12月にかけて連載された海野十三の少年向け軍事小説『浮かぶ飛行島』では、南シナ海に建造されつつあるメガフロート海上空港が舞台となっている。
メガフロート空港における空港付帯施設は、設計上、鋼製浮体の上部だけでなく内部空間にも建設することが可能とされる。
浮体式空港は通常の埋立式海上空港と比較すると、水深や海底地盤に左右されない、海水の流れを阻害せず海洋環境負荷が小さい、耐震性に優れる、広大な内部空間を利用できる、超短工期で施工できる、拡充・移動・撤去が比較的容易などの利点がある。一方、技術的特徴として潮汐による上下動、波浪による微妙な変形、鋼製であることによる磁気への影響や温度による変化などへの対応も必要となる。また、滑走路、舗装構造、管制塔等については、陸上空港の設計基準をメガフロートにそのまま適用して良いか検討が必要とされた。
メガフロートは、特に洋上空港としての利用が期待されたため、数km規模、100年耐用を目指して1995年頃から開発が進められ、1996年には長さ300m、幅60m、深さ2mの実証浮体モデルが造られた。2000年に住友重機械工業（現・住友重機械マリンエンジニアリング(株)）主導のもと横須賀沖にて1000m級の実証浮体が建造され、実際にYS-11機等を用いた離着陸試験を行った。このときの結果を元にして、4000m級のメガフロートを建造し、空港に利用することが可能であると報告されている。特に、羽田空港の新滑走路設置に際して、在来の埋立工法をではなくメガフロート工法が採用されるかが注目された。工期や総工費、環境への影響など多様な観点から検討された。
浮体工法は国土交通省の「工法評価選定会議」でも「空港建設に充分使用できる」とされていたが、羽田空港滑走路再拡張事業で入札要件になっていたジョイントベンチャー（JV）を結成できず、2004年（平成16年）8月に造船業界は応札断念を表明した。

## 軍事施設への利用
ポンツーン型の浮体構造物はヘリコプター基地としては利用されているが、固定翼の航空機については軍事用の航空母艦のみである。浮体構造物の軍事施設の利用については、米国でのMOB（移動式海軍基地）構想、ノルウェーでの浮体橋などの利用がある（必ずしもメガフロート同様の構造物とは限らない）。
日本では、専ら滑走路機能を主体とする軍事用のメガフロートが、過去に何回か提案されたことがある。

### 米空母艦載機NLP訓練代替施設（関東近海案）
初期の事例としては1982年、厚木飛行場において米空母艦載機が夜間離着陸訓練（NLP,Night Landing Practice)を開始し、そのことで周辺住民より騒音被害の苦情が相次いだことから、対策としてメガフロートの活用が提案された。具体的には当時防衛庁長官だった伊藤宗一郎が定期防衛首脳会談のため、1982年9月に訪米した際、国防長官のキャスパー・ワインバーガーに提示したという。当時はまだメガフロートと言う言葉は一般的ではなく、新聞は「浮き滑走路」などと報じている。当時、米側は厚木や分散訓練先になっていた三沢飛行場などの代わりに新たな訓練地を希望しており、それに応えたものであった。
希望内容としてはパイロットの疲労軽減の観点から想定海域は米空母の母港となっていた横須賀海軍施設の近郊で、相模湾、東京湾などが挙げられている。また、米側の要求に応えるばかりでなく有事の際の日米協同の防空作戦を展開する上での役割が期待され、当時脅威となっていたバックファイアに対する邀撃訓練のための使用も検討していた。しかし、工費が莫大であることに加え、当時は緊縮財政によりシーリング予算を毎年編成していたことなどが挙げられ、具体化はすることなく、程なく陸上の移設候補地を探すことになる（三宅島、硫黄島、岩国飛行場、その他各地の自衛隊の飛行場などが検討され、後2箇所で実現した）。

### 米空母艦載機NLP訓練代替施設（岩国飛行場沖合拡張案）
なお、岩国基地への空母艦載機部隊移転の関係で更なる沖合への滑走路新設が岩国商工会議所などにより構想されたことがある。この際の工法にはメガフロートが候補であり、事業費として4000～5000億円程度を想定している旨が報じられた。

### 普天間飛行場代替地としての検討
普天間基地移設問題では移設先としてメガフロートで造るべきだとの意見が何度も提案され、一部は埋立案や浮体桟橋（QIP）案などと公式の比較検討を実施している。ジェームズ・アワー元米国防総省日本部長のように「仮にメガフロート施設を造れば、普天間基地、那覇軍港、キャンプ・キンザー（牧港補給地区）の移設も可能だ」と言った高官の支持も見られる。
また曳航・或いは自力航行などにより移動可能な浮体を建造することによって軍事上のメリットを重視する見方がある。このような発想はメガフロートと言う日本流の呼称はなされず「Mobile Offshore Base（MOB）」と呼ばれており、米軍によって要素研究が続けられている。シー・ベイシング構想などで海上事前集積船隊に導入を検討する動きもある。低速ながら移動が可能で空母よりも遙かに安価であるため、平時における訓練用としては有効性があるが、滑走路に攻撃を受けた場合、埋立を含む地上施設では埋め戻しと再舗装を行えば短期間で発着能力は回復できるが、基本的に鋼構造物であるメガフロートの場合はその保証は無く、MOB以外は被害を受けたモジュールの船渠への移動も困難性がある。このため、被害を出さないように戦闘機や対空火器による厳重な護衛の必要性が増す上、潜水艦による海中からの攻撃によるリスクも抱え込むことになる。
辺野古移設の日米合意を覆し移転先を再検討することとなった鳩山由紀夫内閣においても2010年4月にポンツーン方式を前提としたメガフロート案が政府内で再浮上したが、キャンプ・シュワブ沖は波が荒く同方式では防波堤が必要となるなど費用が1兆円以上かかる見通しとなり見送られた。